# Salvador de Cádiz
Fray Salvador de Cádiz, Sacerdote de la Orden Franciscana, no se tiene fecha de su nacimiento o lugar del mismo, pero sí se tiene documentación de su labor evangelizadora en las misiones religiosas que existían para la época en el territorio del actual Estado Guárico. Después de impartir la doctrina en el mismo pueblo que fundó, San Rafael de Onoto, y en otras ciudades de Venezuela, decide regresar a España, entre 1755 y 1757, donde fallecería de vejez.
Fray Salvador de Cádiz fue un religioso clave en la fundación y organización de pueblos de misiones y villas en la provincia de Caracas, durante el siglo XVIII. Su enfoque no solo se centraba en la cristianización de los aborígenes, sino también en establecer nuevas formas de convivencia y producción agrícola, contribuyendo así a la estabilización de comunidades indígenas y al beneficio económico para la corona española.
Durante su tiempo en la provincia, desde su llegada en 1718, trabajó en colaboración con Fray Miguel Olivares en la fundación de pueblos de misiones y villas, como La Santísima Trinidad y los Ángeles, y Calabozo. Estos asentamientos fueron estratégicos tanto para establecer poblaciones como para generar ingresos a través de actividades productivas, contribuyendo a aliviar las deudas ocasionadas por los gastos de guerra contra Inglaterra.
Fray Salvador enfrentó diversos obstáculos, como enfrentamientos entre comunidades aborígenes y la dificultad para establecer una vida sedentaria. Sin embargo, con el apoyo de las autoridades provinciales y misioneros adicionales, logró establecer pueblos de misión en los llanos bajos de la provincia de Caracas a partir de 1723. También defendió los intereses de los pobladores y abogó por la educación y nuevas formas de producción.
En sus 34 años en la provincia, cumplió con los objetivos de la Iglesia Católica y el gobierno español, contribuyendo a la cristianización de los indígenas y generando beneficios económicos a través de la producción agropecuaria y el comercio. Su labor fue fundamental para el crecimiento económico y la integración territorial en la región. Finalmente, en 1752, concluyó su labor misionera y regresó a la península ibérica para continuar su labor sacerdotal.

## Fundación de la Calabozo
En marzo de 1723, los misioneros capuchinos andaluces Bartolomé de San Miguel y Fray Salvador de Cádiz reunieron a 520 indios de diversas naciones a lo largo del Orinoco y fundaron dos pueblos: La Santísima Trinidad de Calabozo y Nuestra Señora de los Ángeles de Calabozo. Cada grupo indígena tenía su propio barrio, y los dos pueblos estaban separados por una legua de distancia. A solicitud de los misioneros, el gobernador otorgó el permiso para establecer una villa de españoles cerca de estos pueblos en noviembre de 1723, autorizado por el obispo en diciembre del mismo año. El 1 de febrero de 1724, Fray Salvador de Cádiz bendijo el lugar donde se fundó la villa de Nuestra Señora de la Candelaria de Calabozo.